# Картан (лунный кратер)
Кратер Картан (лат. Cartan), не путать с кратером Кардан (лат. Cardanus), — небольшой ударный кратер на северном побережье Залива Успеха на видимой стороне Луны. Название присвоено в честь французского математика Эли Жозефа Картана (1869—1951) и утверждено Международным астрономическим союзом в 1976 г. 

## Описание кратера

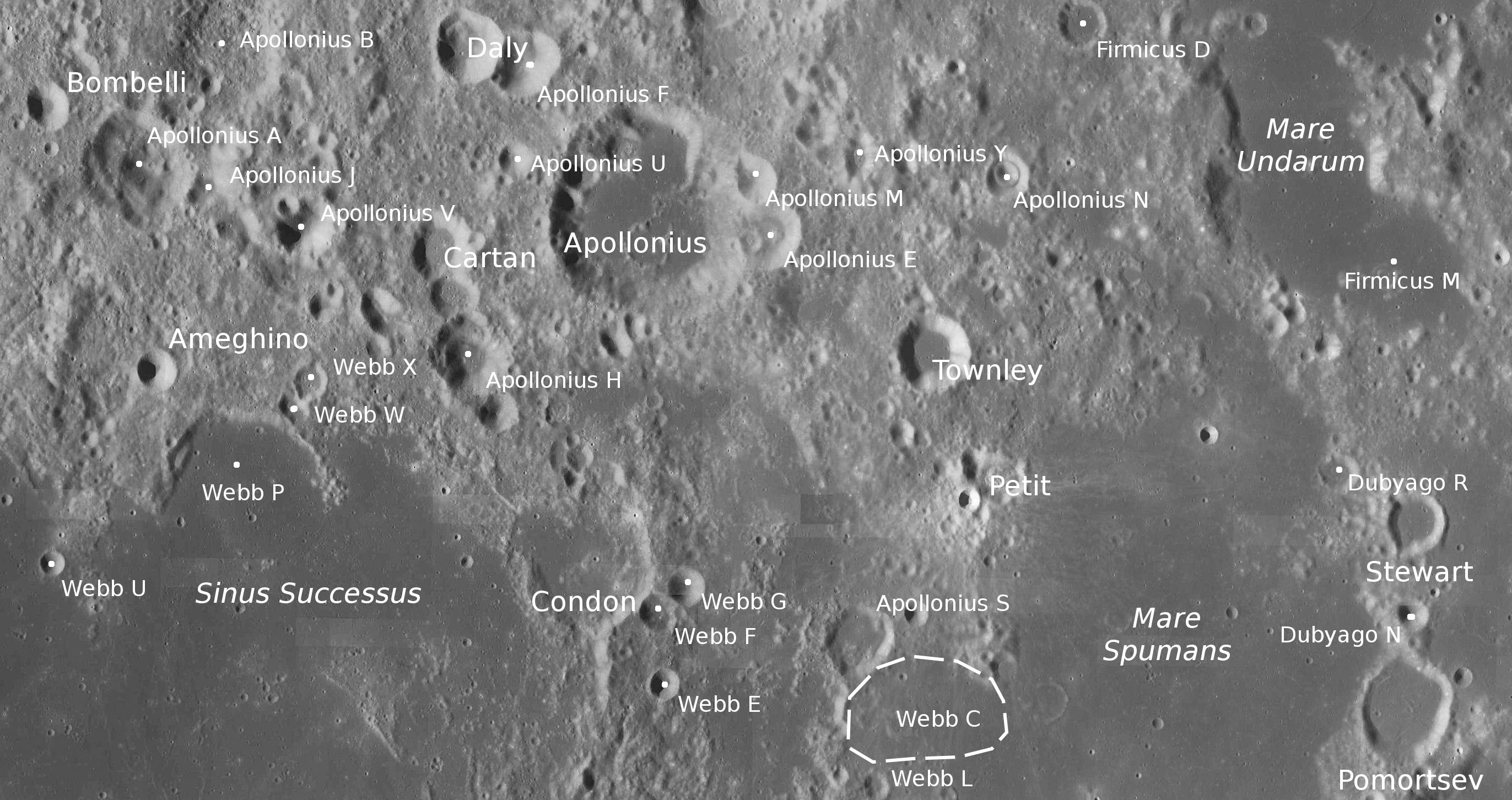
Окрестности кратера Картан. Снимок зонда Lunar Reconnaissance Orbiter.

Ближайшими соседями кратера являются кратер Бомбелли на западе-северо-западе; кратер Дейли на севере; кратер Аполлоний на востоке; кратер Кондон на юге-юго-востоке и кратер Амегино на юго-западе. На северо-востоке от кратера Картан находится Озеро Настойчивости, на востоке Море Волн, на юго-востоке Море Пены, на юге Залив Успеха, на юго-западе Море Изобилия. Селенографические координаты центра кратера 4°14′ с. ш. 59°17′ в. д. / 4,24° с. ш. 59,29° в. д., диаметр 15,6 км, глубина 1,85 км.
Картан является крайним северным кратером в цепочке кратеров протянувшейся от кратера Кондон в северном-северо-западном направлении. Форма кратера циркулярная, слегка вытянутая с юга на север, восточный участок вала перекрыт мелким кратером, южная часть вала перекрыта небольшим кратером и имеет небольшую высоту.Высота вала над окружающей местностью около 560 м. Дно чаши плоское, без приметных структур, диаметр дна составляет приблизительно половину диаметра кратера.
До получения собственного названия в 1976 г. кратер Картан именовался сателлитным кратером Аполлоний D.

## Сателлитные кратеры
Отсутствуют.

## См.также
- Список кратеров на Луне
- Лунный кратер
- Морфологический каталог кратеров Луны
- Планетная номенклатура
- Селенография
- Минералогия Луны
- Геология Луны
- Поздняя тяжёлая бомбардировка